# Alçament de Pasqua
L'Alçament de Pasqua (en gaèlic Éirí Amach na Cásca i en anglès Easter Rising), també conegut com a Revolta de Pasqua, fou una rebel·lió que tingué lloc a Irlanda en el transcurs de la setmana de Pasqua del 1916. L'alçament va ser organitzat per part d'alguns republicans irlandesos amb l'objectiu d'acabar amb el domini britànic a l'illa i establir una república irlandesa, aprofitant que el Regne Unit es trobava immers en la Primera Guerra Mundial. Aquesta acció va ser l'alçament més important a Irlanda des de la rebel·lió de 1798.
Organitzat per set membres del consell militar de la Germandat Republicana Irlandesa, l'alçament va començar el dilluns de Pasqua, és a dir, el 24 d'abril de 1916, i s'allargà durant sis dies. Membres dels Voluntaris Irlandesos, liderats pel mestre i activista per la llengua irlandesa Patrick Pearse, secundats pel petit Exèrcit Ciutadà Irlandès de James Connolly i 200 membres del Cumann na mBan, van ocupar diversos emplaçaments al centre de Dublín i van proclamar la República Irlandesa. També es van produir accions aïllades en altres llocs d'Irlanda, destacant l'atac a la caserna del Royal Irish Constabulary d'Ashbourne i els intents d'assalt als barracons del comtat de Galway i a les d'Enniscorthy, al comtat de Wexford.
Gràcies a la seva superioritat numèrica i d'artilleria, l'exèrcit britànic va suprimir ràpidament la rebel·lió, obligant Pearse a acceptar la rendició incondicional el dissabte 29 d'abril. Després de la rendició, el país es va mantenir sota la llei marcial. Prop de 3.500 persones van ser empresonades pels britànics, moltes de les quals no havien participat en la revolta, i 1.800 d'elles van ser enviades a camps d'internament o presons a Gran Bretanya. La majoria dels líders foren executats després de judicis marcials a conseqüència de la revolta. La repressió britànica de l'aixecament i les posteriors execucions van aconseguir tornar a situar el republicanisme al capdavant de la política irlandesa, que durant gairebé 50 anys havia estat dominada pel constitucionalisme nacionalista. La reacció repressiva de Londres va portar a un major suport popular cap a la independència. El desembre de 1918, els republicans, aleshores representats pel partit Sinn Féin, van aconseguir 73 escons de 105 a Irlanda en les eleccions generals del Regne Unit d'aquell any, no van prendre els seus escons, practicant una política abstencionista i manifestament independentista. El 21 de gener de 1919 van constituir el First Dáil i van declarar la independència de la República d'Irlanda, iniciant-se aquell mateix dia la Guerra Angloirlandesa amb l'emboscada de Soloheadbeg.
485 persones van morir durant l'Alçament de Pasqua, dels quals un 54% eren civils, un 30% militars i policies britànics, i un 16% rebels irlandesos. Més de 2.600 persones van resultar ferides. La causa de la mort de tants civils va ser l'ús, per part de les forces britàniques, d'artilleria i armes automàtiques de gran potència, a més de la confusió de civils per rebels. D'altres van patir l'intercanvi de foc en una ciutat molt densificada. L'artilleria i els incendis van deixar bona part del centre de Dublín en runes.

## Antecedents
L'Acta d'Unió, promulgada el 1800, va unificar el Regne de la Gran Bretanya i el Regne d'Irlanda per constituir el Regne Unit de la Gran Bretanya i Irlanda, a més d'abolir el Parlament d'Irlanda i atorgar als irlandesos representació a Westminster. Des d'aquell moment, molts nacionalistes irlandesos es van oposar a la unió, que veien com una explotació i empobriment del seu país.
Aquesta oposició es va mostrar de diverses maneres: constitucional (la Repeal Association; la Home Rule League), social (desestabliment de l'Església d'Irlanda; la Lliga de la Terra) i revolucionària (alçament del 1848; alçament fenià). El nacionalisme constitucional semblava que s'havia imposat quan el Partit Parlamentari Irlandès, dirigit per Charles Stewart Parnell, va aconseguir que, el 1886, el govern liberal de William Ewart Gladstone introduís el primer projecte de llei de govern local d'Irlanda, tot i que aquest fou rebutjat posteriorment a la Cambra dels Comuns. El segon projecte de llei del govern local de 1893 va aconseguir passar dels Comuns, però fou rebutjat, al seu torn, per la Cambra dels Lords.
Després de la caiguda de Parnell, els nacionalistes més joves i radicalitzats van desil·lusionar-se amb la política parlamentària i van decantar-se per mètodes més extrems de separatisme. L'Associació Atlètica Gaèlica, la Lliga Gaèlica i el revifament cultural aportat per W. B. Yeats i Lady Augusta Gregory, juntament amb la nova manera de pensar liderada per Arthur Griffith, expressada en el seu diari, el Sinn Féin, així com les organitzacions National Council i la Sinn Féin League, van desembocar en la identificació del poble irlandès amb el concepte de nació i cultura gaèlica, completament independent de la britànica. Aquest fet, de vegades, va ser resumit pel terme genèric Sinn Féin.
La tercera llei de govern local fou introduïda pel primer ministre britànic H. H. Asquith el 1912, iniciant-se així la coneguda com a Crisi del Govern Local. Els unionistes irlandesos, liderats per Sir Edward Carson, es van oposar al govern local, en un moviment que veien com l'avantsala d'un imminent govern romà catòlic a Dublín. Així, el 13 de gener de 1913 es van formar els Voluntaris de l'Ulster, el primer grup paramilitar d'Irlanda del segle xx.
La Germandat Republicana Irlandesa (IRB, per les seves sigles en anglès) va veure aquest moviment dels unionistes com una oportunitat per crear una organització armada per assolir les seves pròpies finalitats, i el 25 de novembre de 1913 va formar els Voluntaris Irlandesos, l'objectiu del qual era "assegurar i mantenir els drets i les llibertats comuns a tot el poble d'Irlanda". El seu líder era Eoin MacNeill, que no obstant això no n'era membre. També es va crear un Comitè Provisional, que incloïa persones amb una gran diversitat de punts de vista polítics, i els rangs dels Voluntaris restaven oberts a "tots aquells irlandesos capacitats sense distinció de les seves creences religioses, polítiques o de classe social." Paral·lelament es va crear una altra organització, l'Exèrcit Ciutadà Irlandès, format per sindicalistes com a resultat del tancament patronal de Dublín d'aquell mateix any. La creixent militarització de la política irlandesa va passar a un segon terme; això no obstant, poc després, a causa de l'esclat de la Primera Guerra Mundial — i la participació d'Irlanda al conflicte.
Tot i que molts irlandesos s'havien presentat voluntaris per formar part dels regiments i divisions irlandesos del renovat exèrcit britànic al començament de la guerra el 1914, l'increment del reclutament forçós va provocar una reacció negativa. L'oposició a la guerra es basava principalment en la implementació de l'Acta del Govern d'Irlanda de 1914 (com havia recomanat prèviament, aquell març, la Convenció Irlandesa), cada vegada més lligada amb la política dual de la Llei del Servei Militar, obligant els irlandesos a permetre la conscripció si volien mantenir les esperances de veure aprovada la implementació de l'Acta de Govern d'Irlanda. L'enllaç entre el reclutament i el govern local va fer enfadar tots els partits secessionistes irlandesos de Westminster, inclosos el Partit Parlamentari Irlandès i l'All-for-Ireland League. Aquests dos partits, juntament amb altres organitzacions, van decidir abandonar el parlament en senyal de protesta, tornant a Irlanda per tal d'organitzar l'oposició.

## L'alçament

### Planejament

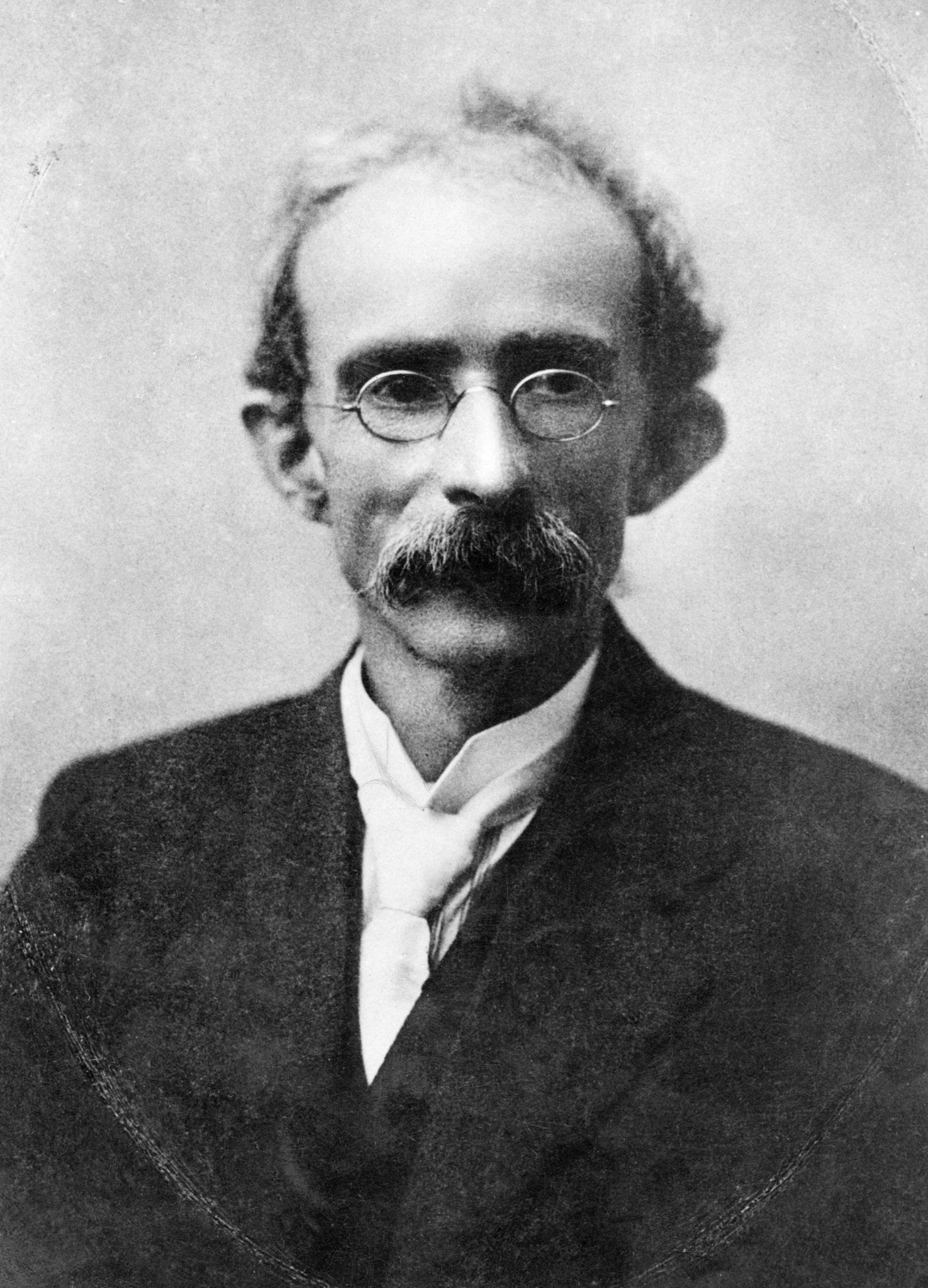
Thomas J. Clarke, el principal líder de la Revolta.

El Consell Suprem de l'IRB es va reunir el 5 de setembre de 1914, un mes després que el govern del Regne Unit declarés la guerra a l'Imperi Alemany. En aquella trobada es va decidir realitzar un aixecament abans del final de la guerra, a més d'acceptar qualsevol ajuda que pogués oferir Alemanya. La responsabilitat del planejament va recaure en Thomas J. Clarke i Sean MacDermott. Els Voluntaris Irlandesos, la més petita de les dues forces resultants de la separació, el setembre de 1914, a causa de la decisió de donar suport o no als esforços bèl·lics del Regne Unit, van establir un "equip dirigent", format per Patrick Pearse com a director de l'organització militar, Joseph Plunkett com a director de les operacions militars, i Thomas Mac Donagh com a director d'entrenament. Éamonn Ceannt hi entraria posteriorment com a director de comunicacions. El maig de 1915 Clarke i MacDermott van establir un Comitè Militar dins de l'IRB, format per Pearse, Plunkett i Ceannt, amb l'objectiu de redactar els plans per l'alçament. Aquest paper dual va permetre al Comitè, al qual s'uniren Clarke i MacDermott poc després, promoure les seves pròpies polítiques i funcionar independentment tant de l'executiva dels Voluntaris com de l'executiva de l'IRB: en particular, al cap de l'executiu dels Voluntaris, Eoin MacNeill, que estava a favor d'un alçament només si es produïa un augment del suport popular, acompanyat de moviments impopulars per part del govern de Londres, com ara la introducció del servei militar obligatori o un intent de suprimir els Voluntaris o els seus líders; i al president de l'IRB, Denis McCullough, que opinava de manera semblant. Els membres de l'IRB tenien rangs oficials al moviment dels Voluntaris a tot el país, i havien de respondre davant del Comitè Militar, no davant de MacNeill.
Plunkett va viatjar a Alemanya l'abril de 1915 per trobar-se amb Roger Casement, que venia des dels Estats Units l'any anterior amb el suport del líder del Clan na Gael, John Devoy, després de parlar amb l'ambaixador alemany a Washington, el comte von Bernstorff, amb l'objectiu de reclutar una "brigada irlandesa" d'entre els presoners de guerra, així com assegurar-se el suport alemany a la independència irlandesa. Junts, Plunkett i Casement van presentar un pla que implicava el desembarcament d'una força expedicionària alemanya a la costa occidental d'Irlanda, al mateix temps que es produïa un alçament a Dublín, distraient d'aquesta manera les forces britàniques, i permetent als alemanys, ajudats per Voluntaris locals, d'assegurar una línia al riu Shannon.
James Connolly, líder de l'Exèrcit Ciutadà Irlandès (ICA, per les seves sigles en anglès), un grup armat format per sindicalistes socialistes, desconeixedor dels plans de l'IRB, va avisar que començaria una revolta per si mateix si d'altres forces polítiques fallaven. Si ho hagués intentat tot sol, possiblement l'IRB i els Voluntaris l'haurien secundat; no obstant això, els líders de l'IRB es van reunir amb ell el gener de 1916 i el van conèncer per unir les seves forces. Finalment es va decidir actuar conjuntament per Pasqua, i Connolly es va convertir en el sisè membre del Comitè Militar. Thomas Mac Donagh seria, poc després, el setè i darrer membre.
La mort del vell líder fenià Jeremiah O'Donovan Rossa a Nova York l'agost de 1915 va convertir-se en l'oportunitat per realitzar una manifestació espectacular. El seu cos fou traslladat a Irlanda per ser enterrat al cementiri de Glasnevin, deixant als Voluntaris a càrrec dels preparatius. Una gran multitud de persones va alinear-se al llarg de la ruta marcada pel seguici, reunint-se finalment davant de la tomba. Pearse va realitzar una oració dramàtica, convertint-se en una crida a la unió dels republicans, i que acabà amb les paraules "Ireland unfree shall never be at peace" (Irlanda, sense ser lliure, no hauria d'estar mai en pau).

### Preparatius

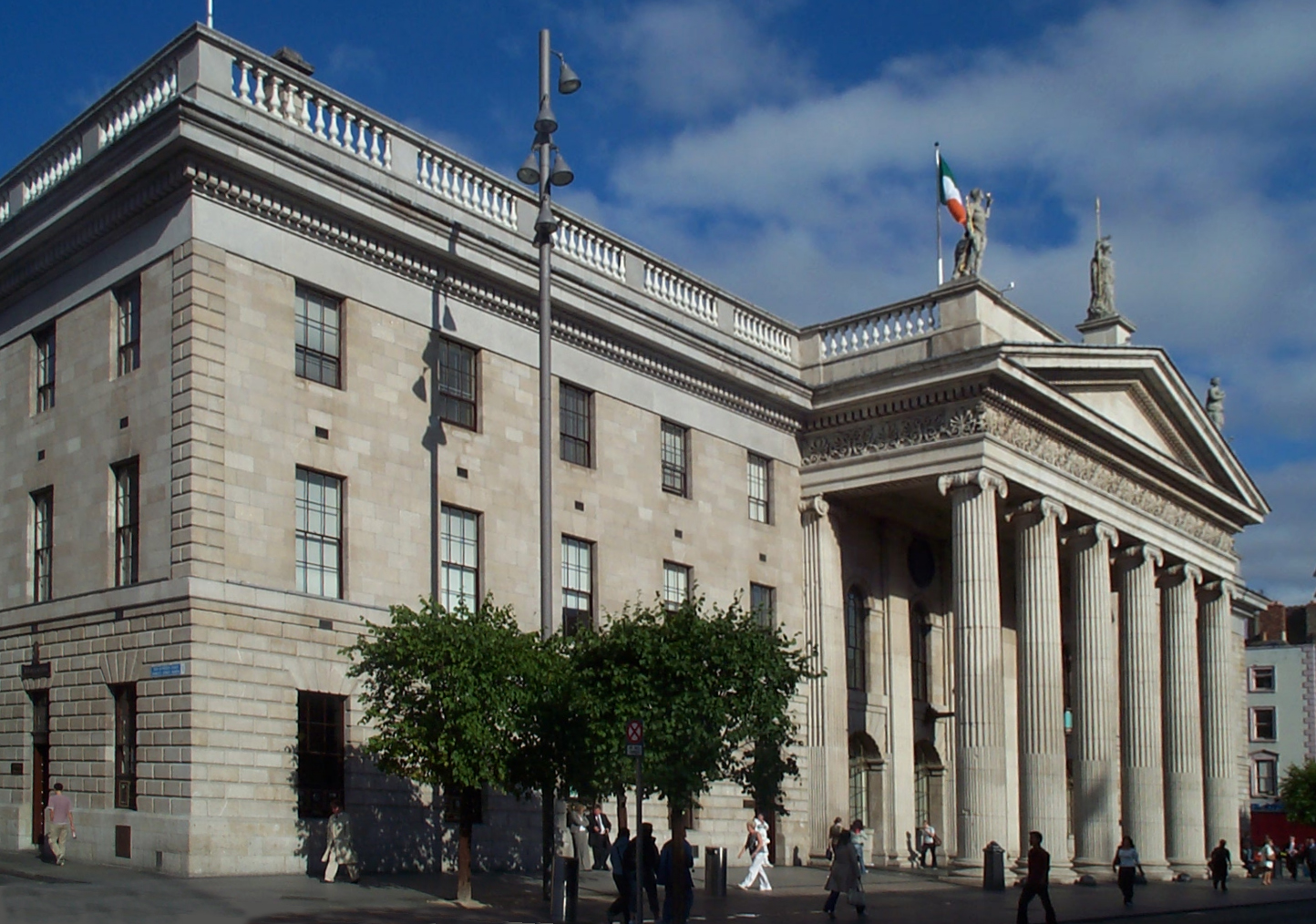
La General Post Office de Dublín va ser el centre de l'alçament de Pasqua.

En un intent per despistar als informants i, també, als mateixos líders dels Voluntaris, Pearse va emetre ordres a principis d'abril perquè els Voluntaris realitzessin "parades i maniobres" durant tres dies a partir del Diumenge de Pasqua (ordre per la qual tenia autoritat gràcies al seu càrrec de director d'organització). L'objectiu era que els republicans membres de l'organització (principalment els membres de l'IRB) entenguessin exactament què volia dir aquest avís, mentre que homes com MacNeill o les autoritats britàniques del castell de Dublín ho consideressin un fet sense importància. Tot i així, MacNeill es va ensumar alguna cosa i va amenaçar de "fer tot el possible, excepte trucar al castell de Dublín", per evitar l'alçament.
MacNeill va ser convençut, breument, per unir-se a les accions que es prenguessin quan Mac Diarmada li va explicar que un vaixell alemany amb armes estava a punt de desembarcar-les al comtat de Kerry, acció organitzada per l'IRB conjuntament amb Roger Casement; estava convençut que el descobriment d'aquest vaixell per part de les autoritats conduiria inevitablement a la supressió dels Voluntaris, fet que justificava que aquests prenguessin mesures defensives, entre les que entraven les maniobres planejades prèviament. Per la seva banda Casement, decebut pel baix nivell del suport ofert per Alemanya, va insistir a tornar a Irlanda mitjançant un U-Boot alemany, essent capturat quan desembarcava a Trá na Beannaí (platja Banna, en anglès Banna Strand), a la badia de Tralee. El seu objectiu era aturar o posposar l'alçament. Les armes també es van perdre quan el vaixell alemany Aud s'enfonsà després de ser interceptat per la Royal Navy. Abans d'enfonsar-se, la tripulació havia intentat desembarcar les armes, però els Voluntaris locals no es van presentar al lloc convingut a l'hora establerta.
L'endemà MacNeill va retornar a la seva posició inicial en descobrir que el vaixell que transportava les armes havia estat enfonsat. Amb el suport d'altres líders del mateix parer, com Bulmer Hobson o The O'Rahilly, va emetre una contraordre a tots els Voluntaris cancel·lant les accions del diumenge. Aquesta maniobra va retardar l'alçament només un dia, però va provocar que molts voluntaris tornessin a casa seva i no participessin en la revolta.
La intel·ligència naval britànica tenia constància de l'existència del vaixell, així com del retorn de Casement i de l'acord per realitzar l'alçament durant Pasqua, gràcies a la intercepció dels missatges entre Alemanya i la seva ambaixada als Estats Units que havien desxifrat a l'habitació 40 del ministeri de marina. Aquesta informació fou traslladada al sub-secretari per Irlanda, Sir Matthew Nathan, el 17 d'abril, però sense revelar-ne la font, fet que provocà que Nathan posés en dubte la seva precisió. Quan les notícies de la captura de l'Aud i de Casement van arribar a Dublín, Nathan va parlar amb el Lord tinent d'Irlanda, Lord Wimborne. Nathan va proposar de realitzar una batuda a Liberty Hall, seu de l'Exèrcit Ciutadà, així com diverses propietats dels Voluntaris al Father Matthew Park i a Kimmage, però Wimborne va insistir a arrestar directament als líders. Així, es decidí posposar qualsevol acció fins al dilluns de Pasqua, aprofitant l'espera Nathan per telegrafiar al secretari en cap per Irlanda, Augustine Birrell, a Londres, per aconseguir la seva aprovació. Quan Birrell va enviar per cable la seva resposta autoritzant l'acció proposada, el migdia del dilluns 24 d'abril de 1916, l'alçament ja havia començat.

### L'alçament a Dublín

#### Dilluns de Pasqua

Una de les dues banderes que va penjar-se al GPO durant l'alçament.

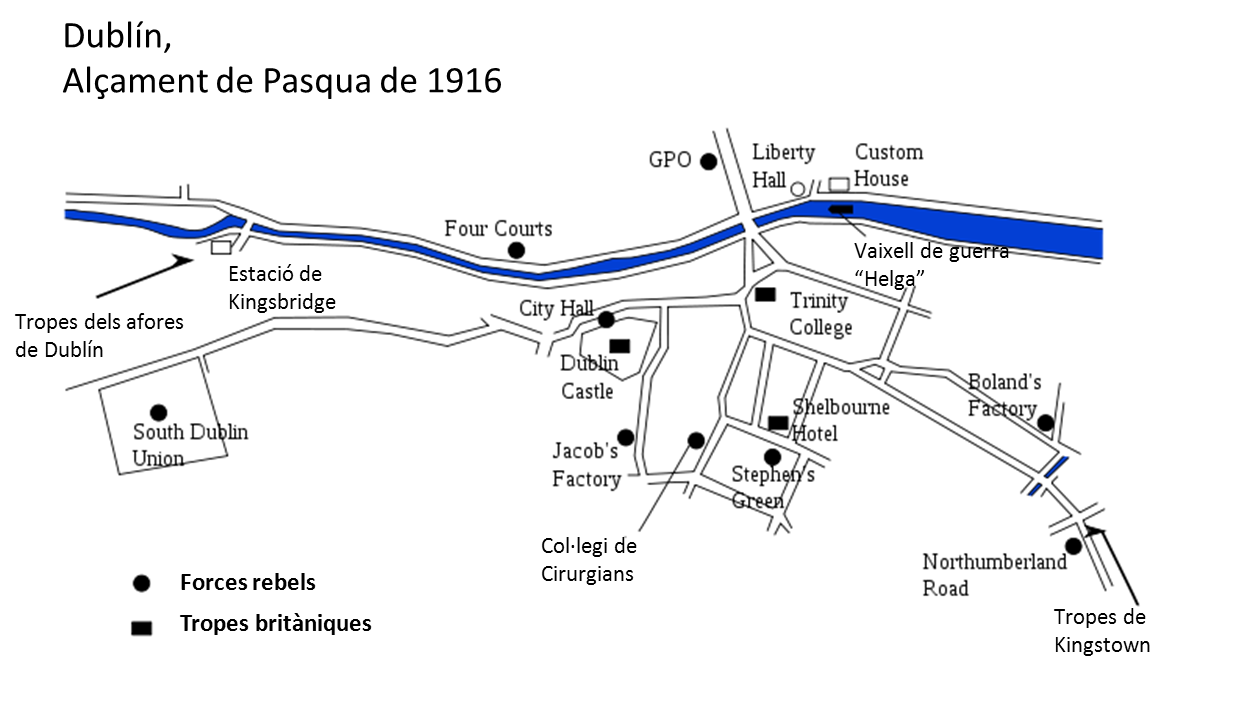
Emplaçaments de les forces rebels i les tropes britàniques al voltant del riu Liffey a Dublín.

A primera hora del dilluns, 24 d'abril de 1916, al voltant de 1.200 membres dels Voluntaris i de l'Exèrcit Ciutadà van ocupar punts estratègics del centre de Dublín. Una força combinada de 400 efectius de les dues formacions van reunir-se al Liberty Hall liderada pel comandant James Connolly.
La seu dels rebels va establir-se a la General Post Office (GPO), amb James Connolly, designat comandant suprem militar, i quatre membres del Consell Militar més: Patrick Pearse, Tom Clarke, Sean MacDermott i Joseph Plunkett. Després d'ocupar la Post Office, els Voluntaris van penjar dues banderes republicanes, i Pearse va llegir la Proclamació de la República.
Paral·lelament, les forces rebels van pendre posicions a Four Courts, el centre de l'aristocràcia jurídica irlandesa, a la fàbrica de galetes de Jacob, al molí de Boland, al complex hospitalari de South Dublin Union, així com a la destil·leria adjacent de Marrowbone Lane. Un altre contingent, comandat per Michal Mallin, es va desplaçar a Saint Stephen's Green.
Tot i que no estava massa protegit, un contingent de forces dels Voluntaris i l'Exèrcit Ciutadà, comandats per Seán Connolly, va ser incapaç d'ocupar el castell de Dublín, símbol del poder britànic a Irlanda. Després de matar el policia que vigilava l'entrada, i tot i que superaven als soldats de l'interior en nombre, no van aprofitar l'avantatge ni van fer prou esforços per a penetrar-hi. El sotssecretari, Sir Matthew Nathan, alertat pels trets, va ajudar a tancar les portes del castell just abans que poguessin entrar. Així, aquest grup rebel va decidir ocupar l'ajuntament i d'altres edificis adjacents. Els rebels tampoc van ser capaços de prendre el Trinity College, al cor de la ciutat, només defensat per un grup d'estudiants unionistes armats. Cap al migdia un petit grup de Voluntaris i membres del Fianna Éireann van atacar la Fortalesa de Magazine, al Phoenix Park, desarmant als guàrdies, amb l'objectiu d'aconseguir armes i derrocar l'edifici com a símbol de l'inici de l'alçament. Van posar-hi explosius, però no hi van trobar armes.
Com a mínim es van produir dos incidents, a la fàbrica Jacob i a Stephen's Green, on els Voluntaris i l'Exèrcit Ciutadà van disparar i matar civils que intentaven desmuntar les barricades. En altres indrets van agredir als civils amb els rifles, però només per apartar-los.
L'exèrcit britànic va ser enganxat totalment per sorpresa per la rebel·lió, i la seva resposta el primer dia va ser molt descoordinada. Les tropes de la cavalleria britànica enviades per investigar els fets, una a Four Courts i l'altre a O'Connell Street, va patir diverses baixes a causa del foc rebel. A Mount Street, un grup del cos d'entrenament de voluntaris es va trobar cara a cara amb una posició rebel i va patir quatre morts abans d'arribar a la caserna de Beggars Bush.
L'únic combat rellevant que va tenir lloc el primer dia de l'alçament fou el que es produí al South Dublin Union, on un esquadró del Regiment Reial Irlandès es va enfrontar a l'emplaçament on es trobaven les forces d'Éamonn Ceannt, a la cantonada nord-oest del South Dublin Union. Les forces britàniques, després de patir algunes baixes, van aconseguir reagrupar-se i llançar diversos assalts a la posició rebel abans d'obligar a les tropes de l'interior de les petites cabanes del sector est a rendir-se. Tot i així, la major part del complex va seguir en mans rebels.
Tres membres de la desarmada Policia Metropolitana de Dublín van perdre la vida per les bales dels alçats en el transcurs del primer dia de rebel·lió, motiu pel qual el seu cap decidí retirar-los dels carrers. En part a causa de la retirada de la policia, una onada de saquejos va desfermar-se per tota la ciutat, especialment al sector d'O'Connell Street. Un total de 425 persones van ser arrestades després de l'alçament acusades dels saqueigs.

#### De dimarts a dissabte
Lord Wimborne, el Lord tinent, va declarar la llei marcial el dimarts al vespre, cedint el poder civil al Brigadier General William Lowe. Les forces britàniques, inicialment, van centrar els seus esforços a assegurar els voltants del castell de Dublín, a més d'aïllar la seu dels rebels, que pensaven que es trobava a Liberty Hall. El comandant britànic, Lowe, es va moure lentament, desconeixedor de la força que havien reunit els republicans, i amb només 1.269 soldats a la ciutat quan va arribar del camp de Curragh a les primeres hores del dimarts 24 d'abril. L'ajuntament va ser recuperat aquell matí quan van derrotar la unitat rebel que havia atacat el castell de Dublín el dia anterior.
Els rebels havien fracassat en el seu objectiu d'ocupar les dues estacions de tren principals de la capital irlandesa, així com els seus ports, tant el de Dublín com el de Kingstown. Per aquest motiu els britànics van poder transportar milers de reforços provinents d'Anglaterra, així com de les seves bases a Curragh i Belfast. Al final de la setmana, les tropes britàniques arribaven als 16.000 efectius. La potència de foc anava a càrrec d'artilleria de campanya provinent de la guarnició d'Athlone, que van col·locar al nord de la ciutat, tant a Phibsborough com al Trinity College, i per part del vaixell patruller Helga, que va remuntar el Liffey, provinent del port de Kingstown. El dimecres 26 d'abril els canons del Trinity College i del Helga va obrir foc contra el Liberty Hall, mentre que l'artilleria del Trinity College també va disparar contra posicions rebels, primer al molí de Boland i, després, a O'Connell Street.

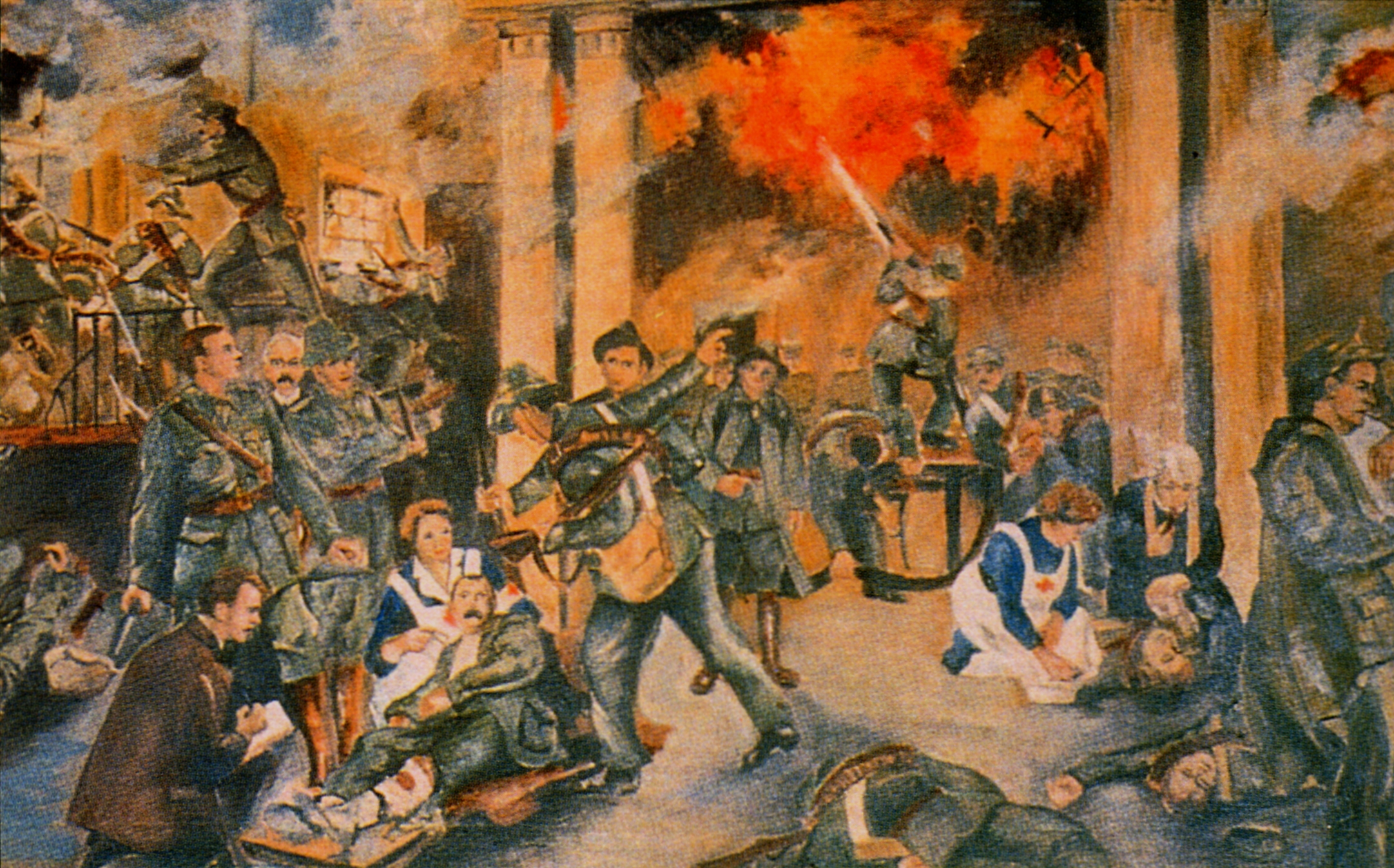
"Naixement de la República Irlandesa" de Walter Paget, representant la GPO durant el bombardeig.

Les posicions principals dels rebels, al GPO, a Four Courts, a la fàbrica de Jacob i al molí de Boland van patir pocs combats directes. Els britànics van envoltar-los i els van bombardejar, en lloc d'assaltar-los directament. Un Voluntari emplaçat a la GPO va dir que "gairebé no vam disparar perquè no hi havia cap objectiu". En la mateixa línia, la posició rebel a Saint Stephen's Green, ocupada per l'Exèrcit Ciutadà sota les ordres de Michael Mallin, es feu insostenible després que els britànics col·loquessin franctiradors i metralladores a l'hotel Shelbourne i als edificis del voltant. Per això les tropes de Mallin van haver de retirar-se cap a l'edifici del Royal College of Surgeons, on van mantenir-se la resta de la setmana. Tot i així, als emplaçaments on els insurgents dominaven les rutes per les quals els britànics intentaven introduir els reforços, hi va haver combats intensos.
Els reforços van ser enviats a Dublín des d'Anglaterra, desembarcant a Kingstown el matí del 26 d'abril. Es van produir intensos combats a les posicions rebels al voltant del Gran Canal quan les tropes britàniques van avançar cap a Dublín. Els Guardaboscs de Sherwood es van trobar ben aviat immersos en un foc creuat quan intentaven creuar el canal per Mount Street. Disset Voluntaris van aconseguir entorpir l'avenç de les forces britàniques, matant o ferint uns 240 homes. Tot i que hi havia rutes alternatives per creuar el canal, el General Lowe va seguir ordenant atacs frontals un rere l'altre sobre la posició de Mount Street. Finalment els britànics van aconseguir ocupar la posició, el dijous, que no havia estat reforçada per la veïna posició rebel del molí de Boland. Els combats a Mount Street van generar dues terceres parts de totes les baixes patides per les forces britàniques al llarg de la setmana, mentre que els Voluntaris només hi van perdre quatre membres.

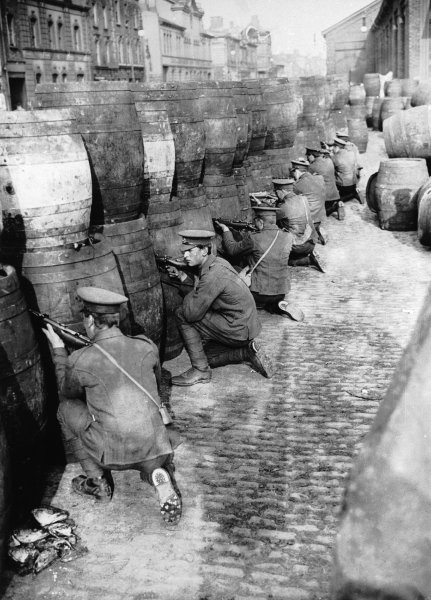
Soldats britànics situats darrera una filera de barrils en el transcurs de l'alçament.

Les posicions rebels a South Dublin Union (enclavament actualment de l'hospital de St. James) i a Marrowbone Lane, més a l'oest seguint el canal, també van provocar baixes importants a les tropes britàniques. La South Dublin Union era un gran complex d'edificis on es van produir alguns dels combats més durs dins d'aquests. Cathal Brugha, oficial rebel, es va distingir en acció i fou greument ferit. Cap al final de la setmana les tropes britàniques havien aconseguit ocupar alguns dels edificis, tot i que d'altres seguien en mans dels rebels. Les tropes britàniques també van patir diverses baixes en diversos atacs frontals a la destil·leria de Marrowbone Lane.
La tercera gran àrea de combats en el transcurs de la setmana fou a North King Street, darrere de Four Courts, on els britànics, el dimarts, van intentar prendre una posició rebel molt ben parapetada. Quan el centre de comandament rebel es va rendir, el Regiment de South Staffordshire, dirigit pel coronel Taylor, només havia pogut avançar 140 metres pel carrer, patint 11 morts i 28 ferits. Les tropes britàniques, enrabiades, van entrar a les cases al llarg del carrer i van disparar i clavar la baioneta a quinze homes civils, a qui van acusar de combatents rebels.
Finalment, a les barraques de Portobello, un oficial anomenat Bowen Colthurst va executar sumàriament sis civils, entre els quals es trobava el conegut activista pacifista i nacionalista Francis Sheehy-Skeffington. El coneixement d'aquests assassinats, per part de tropes britàniques, de civils irlandesos, acabaria portant a una gran controvèrsia a Irlanda.

#### Rendició

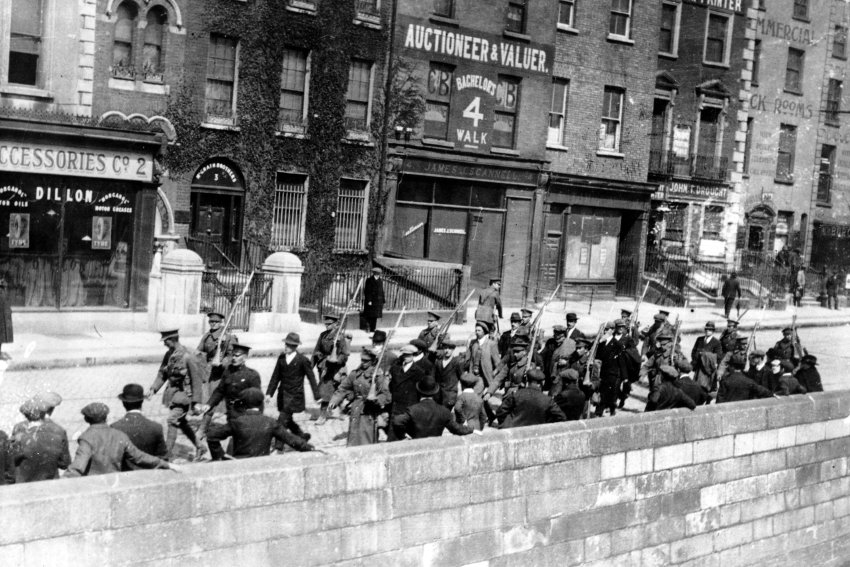
Soldats britànics escorten presoners rebels després de la rendició.

El centre de comandament, situat a la GPO, després d'uns dies de bombardeig, va veure's obligat a abandonar l'edifici per culpa d'un incendi provocat pels atacs britànics. Connolly estava incapacitat des que havia rebut una ferida de bala al turmell, i havia passat el comandament a Pearse. L'O'Rahilly havia mort en una sortida des de la GPO. Van realitzar uns forats a les parets dels edificis adjacents per poder abandonar l'edifici sense veure's sota el foc enemic, prenent noves posicions al número 16 de Moore Street. El dissabte 29 d'abril, des de la seva nova seu central, després d'adonar-se que no podrien sortir d'aquesta posició sense perdre més vides civils, Pearse va emetre l'ordre a totes les companyies de rendir-se. Pearse va presentar la seva rendició incondicional al Brigadier General Lowe. El document de rendició deia:
| « | Amb l'objectiu de prevenir més morts de ciutadans de Dublín, i amb l'esperança de salvar la vida dels nostres seguidors ara envoltats i superats en nombre, els membres del Govern Provisional presents a la seu central han acordat declarar una rendició incondicional, i els comandants dels diversos districtes a la ciutat i al comtat ordenaran als seus subordinats abaixar les armes. | » |

La GPO va ser l'única posició rebel important recuperada durant la setmana. La resta només es van rendir després de rebre l'ordre de rendició emesa per Pearse, distribuïda emplaçament per emplaçament per una infermera anomenada Elizabeth O'Farrell Al llarg del diumenge encara hi va haver foc esporàdic fins que l'ordre va arribar a tots els destacaments. La direcció de les forces britàniques, mentrestant, va passar de Lowe al General John Maxwell, que havia arribat a Dublín just a temps per acceptar la rendició. Maxwell fou nomenat governador militar temporal d'Irlanda.

### L'alçament fora de Dublín
Unitats de Voluntaris Irlandesos es van mobilitzar el diumenge de Pasqua en diversos indrets més enllà de Dublín, però a causa de la contraordre emesa per Eoin MacNeill, la majoria van tornar a casa sense lluitar. A més, a conseqüència de la intercepció de les armes alemanyes a bord de l'Aud, els Voluntaris provincials estaven molt poc armats.
Al sud, al voltant de 1.200 Voluntaris es van reunir a Cork, comandats per Tomás Mac Curtain, el diumenge, però es van acabar dispersant després de rebre nou ordres contradictòries. En un moviment que va fer enfadar bona part dels seus seguidors, MacCurtain, pressionat pel clergat catòlic, va acceptar la rendició de les armes als britànics el dimecres. Els únics actes de violència a Cork es van produir quan la família Kent es va resistir a l'arrest per part de membres del RIC, disparant-ne un. Dels tres germans, un va morir durant l'arrest, mentre que un altre fou, més tard, executat.
Al nord es va produir una activitat semblant. Diverses companyies dels Voluntaris es van mobilitzar a Coalisland, al comtat de Tyrone, inclosos 132 homes provinents de Belfast, i dirigits pel president de l'IRB Dennis McCullough. Tot i així, en part a causa de la confusió provocada per la contraordre de MacNeill, aquests Voluntaris es van dispersar sense lluitar.

#### Ashbourne
L'únic enfrontament a gran escala que es va produir a l'interior del país, a part de l'alçament de Dublín, fou a Ashbourne, al comtat de Meath. La brigada de Voluntaris de Dublín, 5è Batalló (també conegut com a Batalló Fingal), liderat per Thomas Ashe, juntament amb el seu segon, Richard Mulcahy, i compost per uns 60 homes, es va mobilitzar a Swords, on van ocupar una caserna del RIC i l'oficina de correus. Posteriorment farien el mateix a les vil·les properes de Donabate i Garristown, abans d'atacar la caserna del RIC a Ashtown.
En el transcurs de l'atac a la caserna d'Ashtown, una patrulla del RIC provinent de Slane s'hi va presentar, provocant un tiroteig que va durar unes cinc hores, i en la qual vuit membres del RIC van morir i quinze en van resultar ferits. Dos Voluntaris també hi van perdre la vida, mentre que cinc van resultar ferits. També un civil va ser ferit de mort en aquest indret. Els homes d'Ashe van acampar a Kilsalaghan, prop de Dublín, fins que van rebre ordres de rendir-se el dissabte.
Altres contingents de Voluntaris també es van mobilitzar en els comtats veïns de Meath i Louth, però es van mostrar incapaços d'enllaçar al nord de Dublín fins que aquests ja s'havien rendit. Al comtat de Louth, els Voluntaris van matar un membre del RIC prop de la vil·la de Castlebellingham el 24 d'abril, en un incident en el qual 15 membres del RIC van ser retinguts com a presoners.

#### Enniscorthy
Al comtat de Wexford, uns 100 Voluntaris capitanejats per Robert Brennan, Seamus Doyle i J R Etchingham van prendre Enniscorthy el dijous 27 d'abril i fins al següent diumenge. Van realitzar un breu i infructuós atac a la caserna del RIC però, incapaços de prendre-la, van decidir bloquejar-la. En el transcurs de la seva ocupació de la ciutat van realitzar diversos gestos com penjar la bandera tricolor al teatre Atheneum, que havien convertit en la seva seu, i realitzar desfilades de militars uniformats pels carrers.
Un petit grup es va desplaçar a Dublín, però es van fer enrere quan van topar-se amb un tren carregat de soldats britànics (part dels 1.000 soldats, inclosos membres dels Rangers de Connaught) que es dirigien cap a Enniscorthy. El dissabte, dos líders dels Voluntaris van ser escortats pels britànics a la presó d'Arbour Hill, on Pearse els va ordenar que es rendissin.

#### Galway
A l'oest, Liam Mellows va dirigir entre 600 i 700 voluntaris en diversos atacs dirigits contra equipaments policials, a Oranmore i Clarinbridge, al comtat de Galway. També hi va haver una escaramussa a Carnmore durant la qual va morir un membre del RIC, el conestable Patrick Whelan. Tot i així, els seus homes estaven deficientment armats, amb només 25 rifles i 300 escopetes, i molts d'ells anaven equipats només amb piques. Cap al final de la setmana, els seguidors de Mellows van començar a estar mal alimentats, a més de saber que els reforços britànics es dirigien contra ells. Com si això no fos prou, el creuer britànic HMS Gloucester va arribar a la badia de Galway i començà a escombrar els camps al voltant d'Athenry, localització dels rebels.
El 29 d'abril els voluntaris, jutjant la seva situació desesperada, es van dispersar des de la ciutat d'Athenry. Molts d'aquests voluntaris foren arrestats els dies posteriors a l'alçament, mentre que d'altres, com el mateix Mellows, van haver d'amagar-se per defugir l'empresonament. Quan els reforços britànics van arribar a l'oest l'alçament ja s'havia desintegrat.

### Baixes
L'exèrcit britànic va publicar que a les seves files havien mort 116 homes, mentre que 368 havien estat ferits i 9 es trobaven desapareguts. Setze policies també havien mort, mentre que 29 estaven ferits. A més, entre els rebels i els civils s'havien produït 318 morts i 2.217 ferits. Els Voluntaris i l'ICA van informar de 64 homes caiguts en acció, però en cap altre lloc es va distingir entre caiguts rebels i civils. Els 16 policies i 22 dels soldats britànics morts eren irlandesos. Diverses famílies britàniques es van desplaçar al castell de Dublín el maig de 1916 per reclamar els cossos dels seus familiars, preparant-se els enterraments. Els cossos dels britànics que no van ser reclamats van rebre un funeral militar al Cementiri Militar de Grangegorman.
La major part de les baixes, tant els morts com els ferits, eren civils. Els dos bàndols, britànics i rebels, van disparar deliberadament a civils a vegades en què aquests es negaven a obeir ordres o a parar als punts de control. A més, en dues ocasions les tropes britàniques van matar civils per venjança o frustració: els fets de la caserna de Portobello, on sis civils van ser executats, i a North King Street, on van morir 15 civils.
Tot i així, la majoria de les baixes civils van morir per foc indirecte provinent de l'artilleria, les metralladores o les bombes incendiàries. Els britànics, que van fer servir aquest tipus d'armament intensament, sembla que foren els qui causaren un nombre més gran de baixes entre els morts no combatents. Un oficial del Regiment Reial Irlandès va dir que "ells [les tropes britàniques] consideraven que tothom era un enemic i disparaven contra qualsevol que es mogués".

## Conseqüències

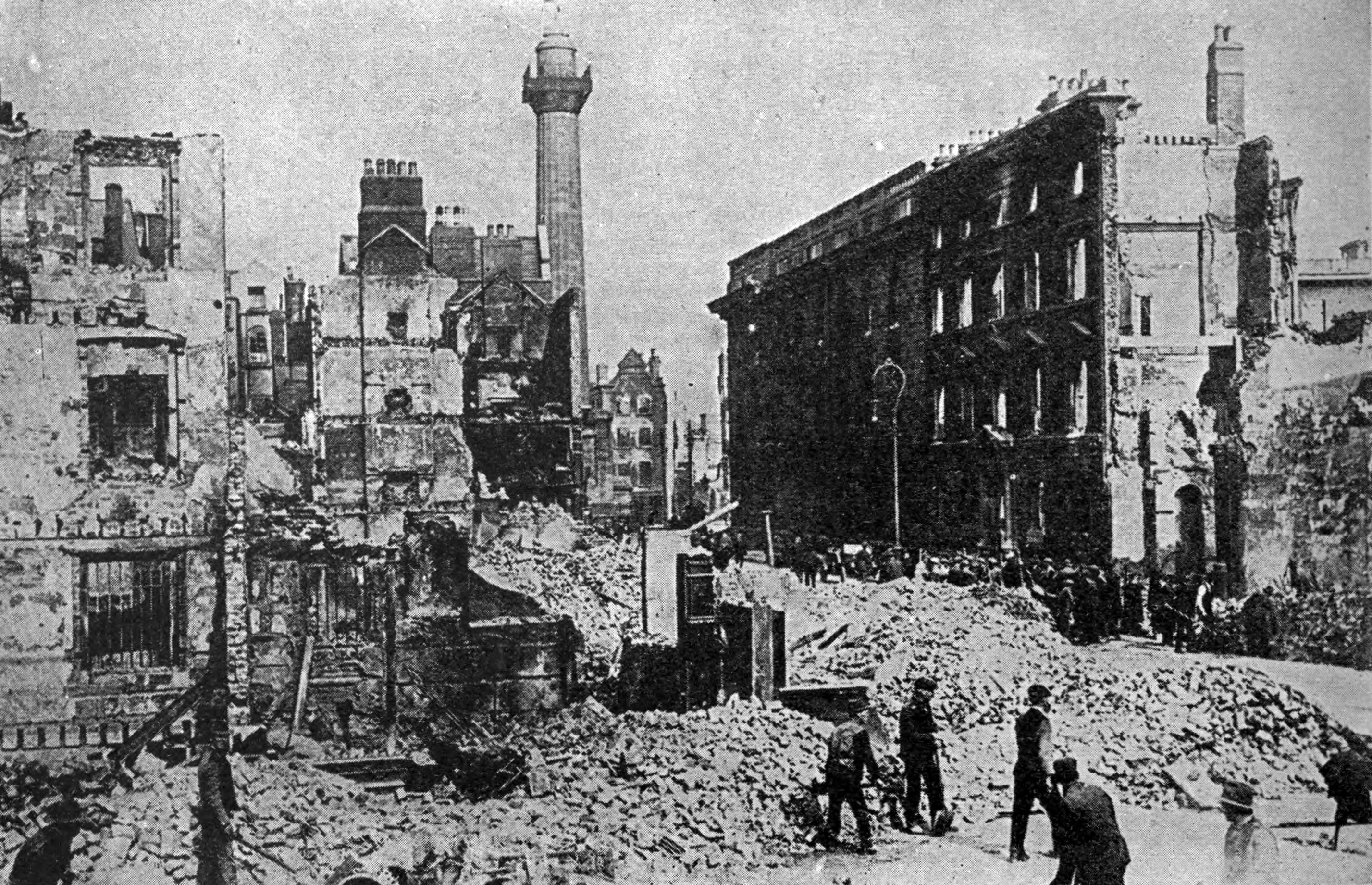
Sackville Street (actualment carrer O'Connell), Dublín, després de l'alçament.

### Detencions i execucions
El General Maxwell, de seguida, va senyalar la seva intenció d'arrestar tots els Sinn Feiners perillosos", inclosos "aquells que hi han près part activa en el moviment tot i que no en aquesta rebel·lió", reflectint la creença popular que el Sinn Féin, organització separatista que no era militant ni republicana, estava darrere de l'alçament.

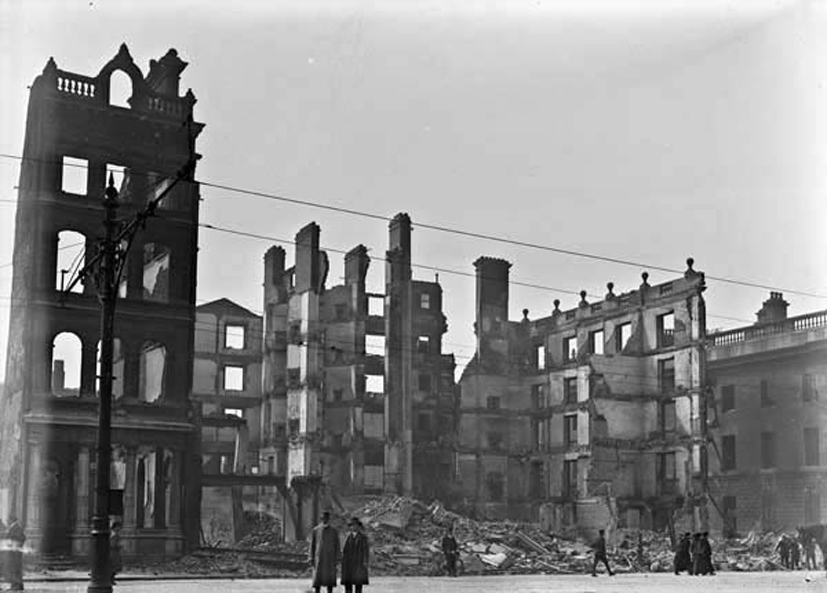
Runes de l'hotel Metropole a Sackville Street.

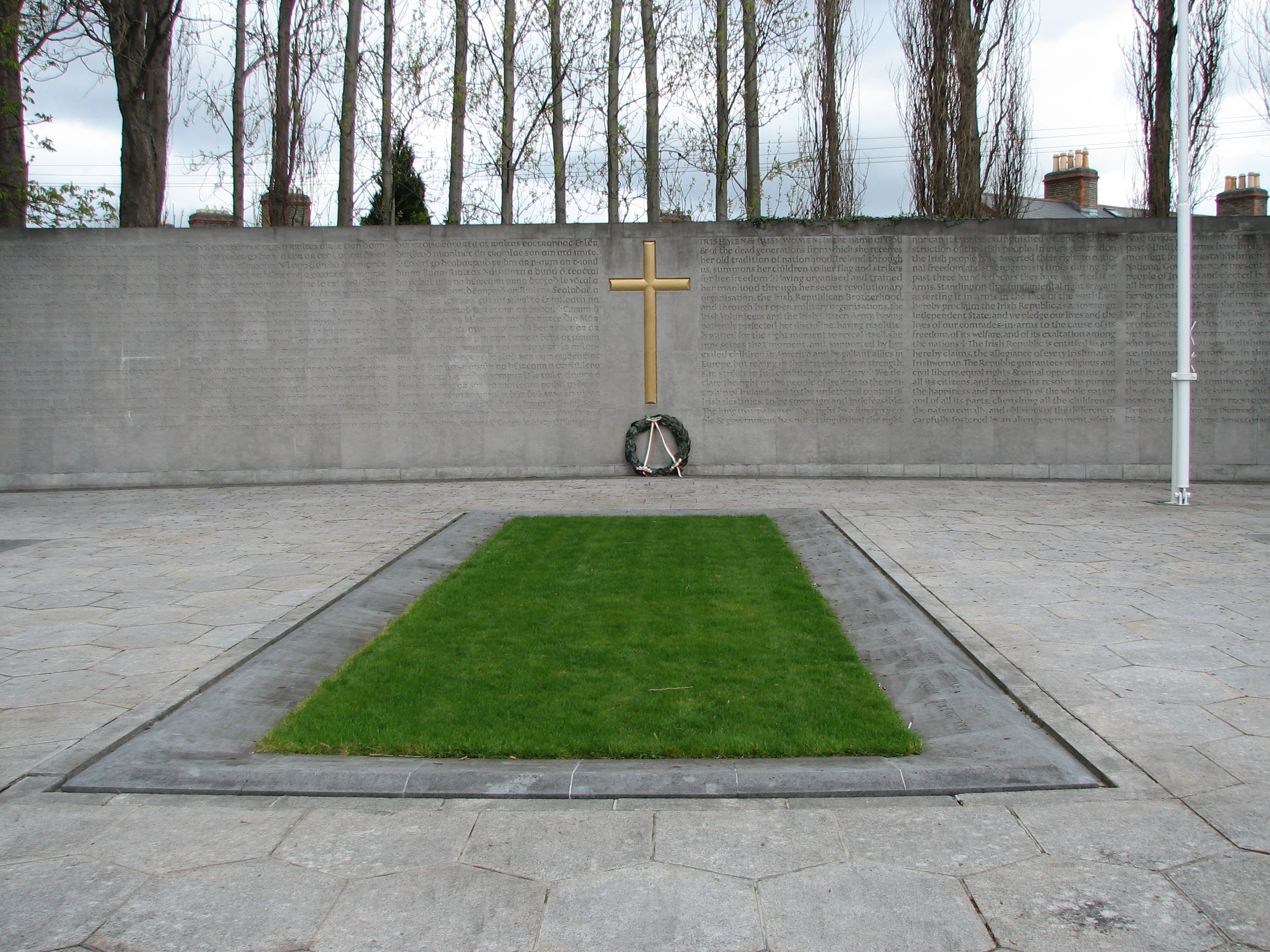
Indret on foren enterrats els líders de l'alçament, al vell pati de la presó d'Arbour Hill. El memorial va ser dissenyat per G. McNicholl. La Proclamació de 1916 està inscrita al mur tant en irlandès com en anglès.

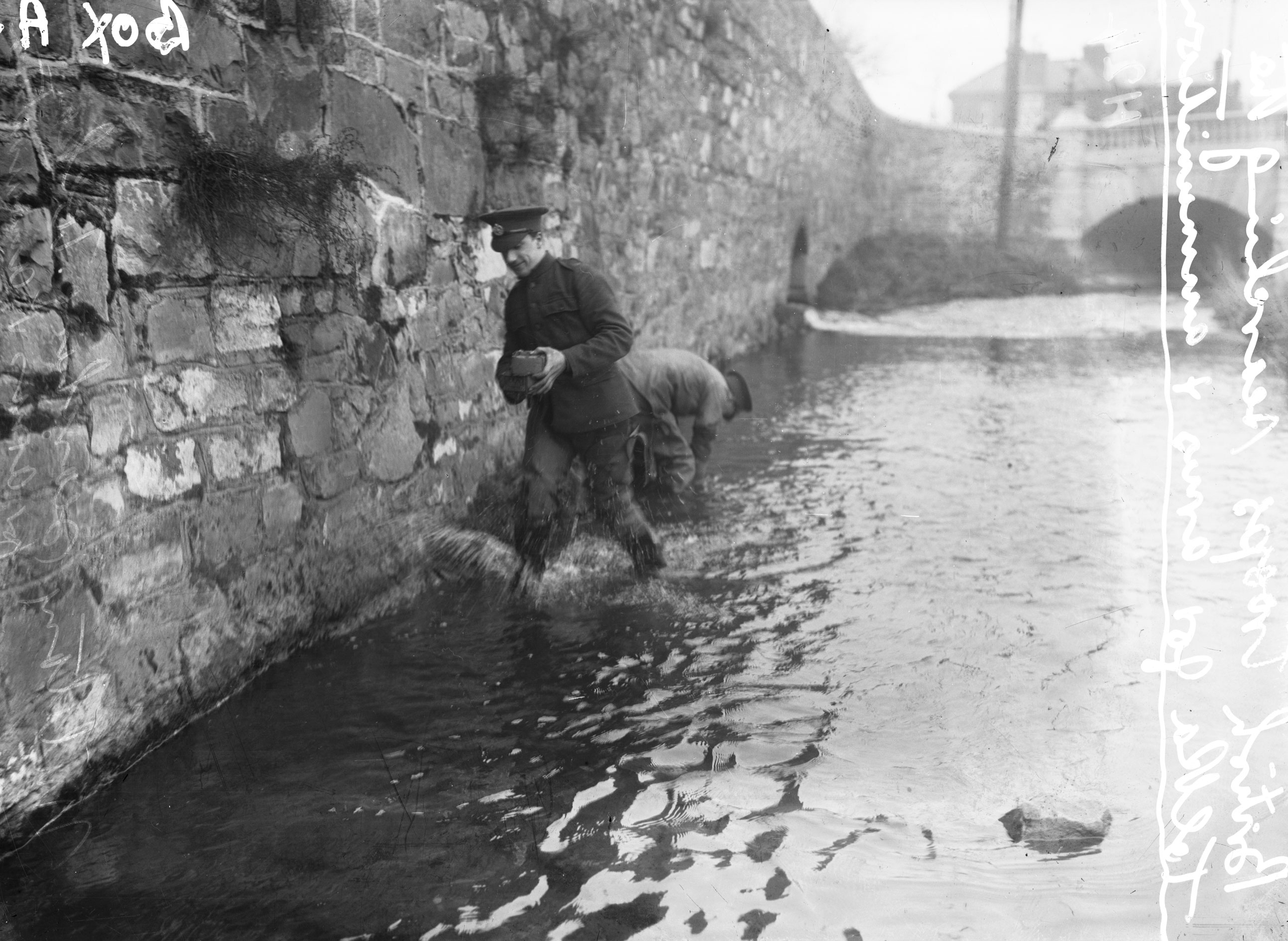
Soldats britànics buscant armes i munició al riu Tolka després de l'alçament de Pasqua, el maig de 1916.

Un total de 3.430 homes i 79 dones foren arrestades, tot i que la majoria foren alliberats posteriorment. Mentre s'intentava arrestar a la família Kent, al comtat de Cork, el 2 de maig, el Conestable en Cap va morir en el tiroteig conseqüent. Richard Kent també va morir, mentre que els seus germans Thomas i William Kent foren arrestats.
En un seguit de corts marcials que van començar el 2 de maig, 90 persones foren sentenciades a mort. Quinze d'ells (inclosos els set firmants de la Proclamació), van veure com Maxwell confirmava la sentència, que es va complir a la presó de Kilmainham, mitjançant un escamot d'afusellament, entre el 3 i el 12 de maig (entre ells s'hi trobava un greument ferit Connolly, que fou disparat lligat en una cadira a causa de la ferida al turmell que havia patit durant l'alçament). No tots els executats eren líders: Willie Pearse es va descriure a ell mateix com un "adjunt personal al meu germà, Patrick Pearse"; John MacBride no havia tingut coneixement de l'alçament fins que aquest no havia començat, tot i que havia lluitat contra els britànics en el transcurs de la Guerra Bòer quinze anys abans; Thomas Kent ni hi havia participat: fou executat per la mort d'un oficial de policia quan aquest l'intentava detenir a casa seva una setmana després de l'alçament. El líder més important que va aconseguir el·ludir l'execució fou Éamonn de Valera, comandant del 3r Batalló, que podria haver salvat la vida en part per la seva procedència de naixement americana. El president de les corts marcials fou Charles Blackader.
1.480 homes foren internats a Anglaterra i Gal·les segons la Regulació 14B de la Llei de Defensa del Regne de 1914, molts dels quals, com Arthur Griffith, tenien molt poc a veure amb l'alçament. Camps com el Frongoch es van convertir en "Universitats de la Revolució" on els futurs líders com Michael Collins, Terence McSwiney o J. J. O'Connell començaren a planificar la propera lluita per la independència. L'execució dels líders de l'alçament condemnats a mort es va produir en un període de nou dies:
- 3 de maig: Patrick Pearse, Thomas MacDonagh i Thomas J. Clarke
- 4 de maig: Joseph Plunkett, William Pearse, Edward Daly i Michael O'Hanrahan
- 5 de maig: John MacBride
- 8 de maig: Éamonn Ceannt, Michael Mallin, Sean Heuston i Conn Colbert
- 12 de maig: James Connolly i Sean MacDermott

Sir Roger Casement fou jutjat a Londres per alta traïció i penjat a la presó de Pentonville el 3 d'agost.

### Investigació
Es va establir una comissió reial per realitzar una investigació sobre les causes de l'alçament. Les audiències es van iniciar el 18 de maig sota la direcció de Lord Hardinge de Penshurst. La comissió va escoltar les proves de Sir Matthew Nathan, Augustine Birrell, Lord Wimborne, Sir Neville Chamberlain (Inspector General del Royal Irish Constabulary), el General Lovick Friend, el Major Ivor Price de la intel·ligència militar, entre d'altres. L'informe, publicat el 26 de juny, va ser molt crític amb l'administració de Dublín, dient que "Irlanda, durant molts anys, ha estat administrada en el principi que era més segur i més convenient deixar la llei en suspens si això evitava qualsevol col·lisió amb el poble irlandès." Birrell i Nathan havien renunciat al seu càrrec just després de l'alçament. Wimborne, que també havia dimitit, amb recança, va ser cridat a Londres per David Lloyd George el 1917 però finalment va recuperar el càrrec. Chamberlain també va dimitir poc després.

### Reacció de la societat dublinesa
En un primer moment, molts membres de la societat dublinesa es van mostrar desconcertats i espantats per l'inici de l'alçament. James Stephens, que es trobava a Dublín aquella setmana, va pensar que "cap d'aquelles persones estava preparada per la insurrecció. Els fets els han arribat tant de cop que es van mostrar incapaços de prendre partit".
Hi va haver una hostilitat considerable cap als voluntaris en algunes parts de la ciutat. Quan aquests estaven ocupant posicions a la South Dublin Union i a la fàbrica de Jacob, els rebels es van veure immersos en una confrontació física amb civils que intentaven impedir que ocupessin els edificis. Quan els voluntaris van obrir foc i van agredir als civils es van convertir en individus molt impopulars en aquestes àrees. També hi va haver manifesta hostilitat per part de les conegudes com a "dones de la separació" (conegudes així perquè rebien "diners de la separació" per part del govern britànic), que tenien els marits i els fills lluitant a l'exèrcit britànic en la Primera Guerra Mundial, i entre els unionistes. Els seguidors del Partit Parlamentari Irlandès també van veure la rebel·lió com una traïció al seu partit.
El fet que l'alçament també va causar moltes morts i destrucció, així com la interrupció de l'arribada de recursos alimentaris, també va contribuir en generar antagonisme envers els rebels. Després de la rendició, els voluntaris van patir xiulets, llançament d'escombraries, i van ser titllats d'"assassins" i "culpables de la fam del poble". El Voluntari Robert Holland, per exemple, recordaria més tard haver estat "subjecte de diversos insults i xiulets per part de les classes més pobres" quan marxava cap a la rendició. També explicava que havia estat agredit per persones que coneixia quan es dirigia cap a l'àrea de Kilmainham i cap al captiveri, exposant que les tropes britàniques el salvaren de ser linxat per la multitud.
Tot i així, l'hostilitat envers els insurgents no va ser universal. Alguns espectadors restaven silenciosos més que no pas hostils, i a alguns voluntaris els va semblar que aquells que els miraven en silenci empatitzaven amb ells. El periodista canadenc i escriptor Frederick Arthur McKenzie va escriure que, a les zones pobres, "hi havia grans quantitats de simpatia cap als rebels, particularment després que aquests fossin derrotats." Thomas Johnson, líder del Partit Laborista, pensava que "no hi havia cap senyal de simpatia pels rebels, però sí admiració general pel seu coratge i estratègia."
Els dies posteriors a l'alçament, en particular la reacció britànica, van ajudar el fet que grans sectors dels nacionalistes irlandesos canviessin la seva opinió envers la rebel·lió, passant de l'hostilitat o ambivalència cap a una posició de suport explícit cap als revoltats. L'empresari dublinès i quàquer James G. Douglas, per exemple, fins llavors un convençut "Home Ruler", va escriure que el seu punt de vista polític havia canviat en el transcurs de l'alçament, principalment a causa de l'ocupació de la ciutat per part de l'exèrcit britànic, convencent-se que els mètodes parlamentaris no serien suficients per eliminar la presència britànica d'Irlanda.

### Creixement del Sinn Féin
Una reunió organitzada pel comte Plunkett, el 19 d'abril de 1917, va portar a la formació d'un ampli moviment polític sota la bandera del Sinn Féin que va formalitzar-se en la reunió anual del partit el 25 d'octubre d'aquell any. La crisi conscriptiva de 1918 va intensificar el suport pel Sinn Féin abans de les eleccions generals al Parlament britànic del 14 de desembre de 1918, que van resultar en una victòria aclaparadora del Sinn Féin. Els membres del partit elegits pel parlament britànic es van reunir a Dublín, el 21 de gener de 1919, i van formar el Dáil Éireann, que va adoptar la Declaració d'Independència.

## Llegat

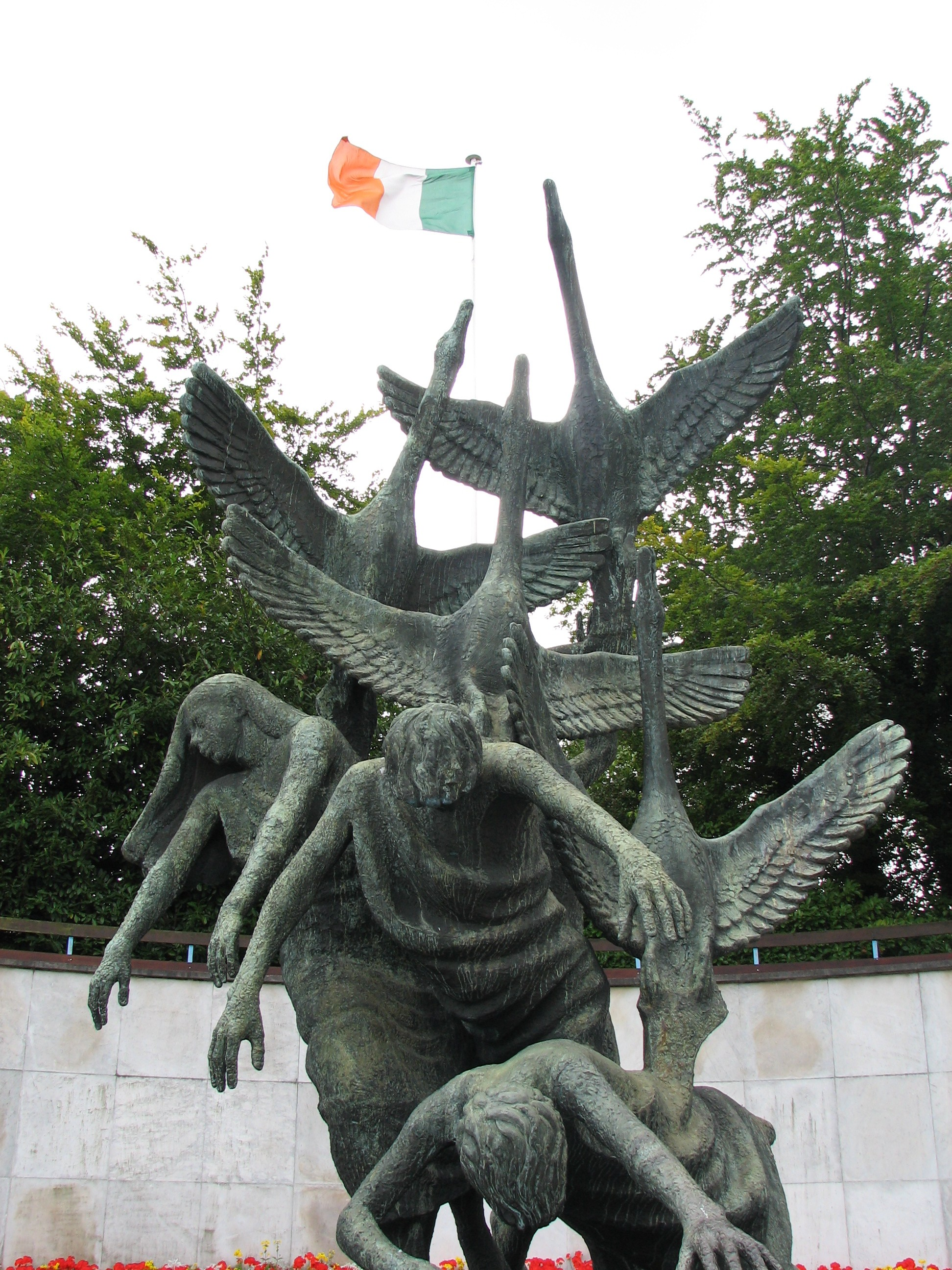
El Jardí del Record va obrir el 1966 per marcar l'aniversari de l'alçament. El Jardí està "dedicat a tots aquells qui van perdre la seva vida en la lluita per la llibertat d'Irlanda".

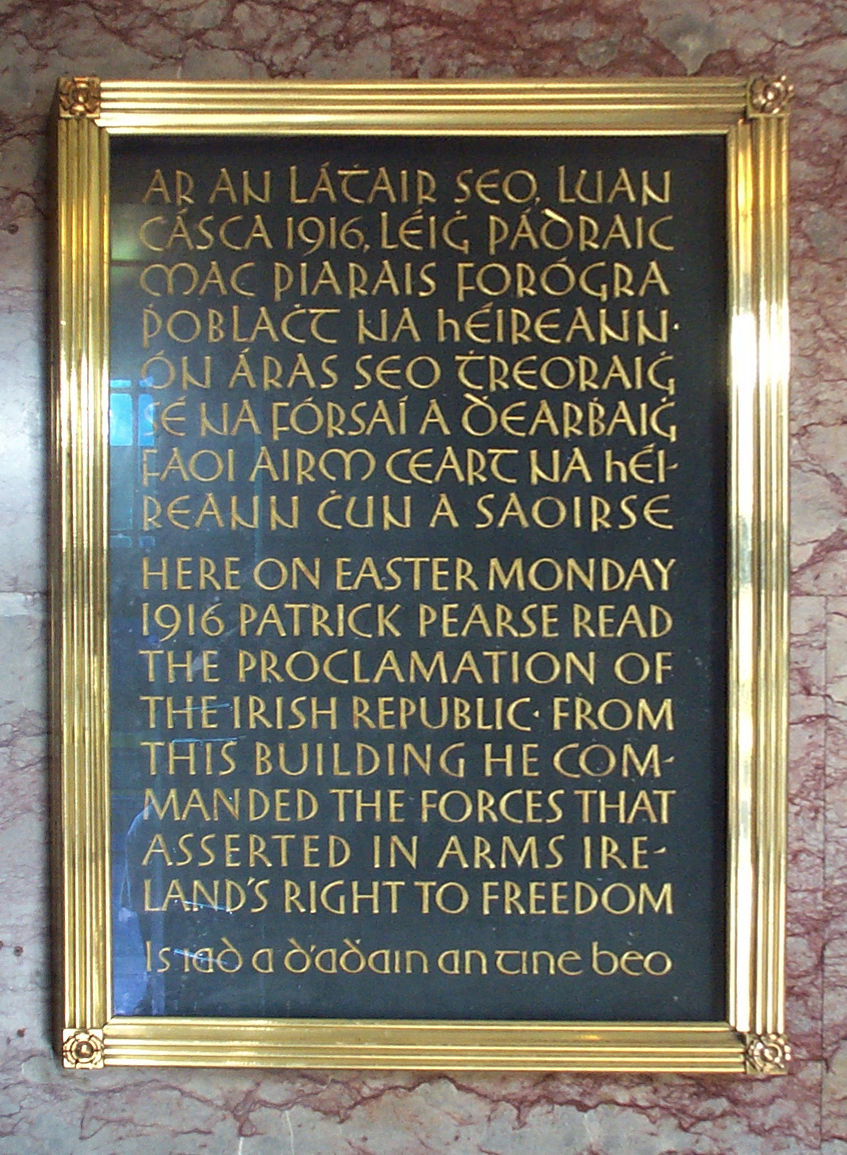
Placa commemorativa de l'alçament de Pasqua a la General Post Office, Dublín, amb el text en irlandès en cal·ligrafia gaèlica, i el text en anglès en lletra llatina.

Poc després de l'alçament de Pasqua, el poeta Francis Ledwidge va escriure "O’Connell Street" i "Lament for the Poets of 1916," que descriuen la seva sensació de pèrdua i l'expressió de mantenir els mateixos "somnis", que els irlandesos republicans que van participar en la rebel·lió. També escriuria "Lament for Thomas MacDonagh" pel seu amic caigut i company als Voluntaris Irlandesos. Pocs mesos després de l'alçament, W. B. Yeats commemoraria alguns dels personatges caiguts del moviment republicà irlandès, així com algunes de les seves emocions, en el poema Easter, 1916.
Alguns dels supervivents de l'alçament es convertirien en líders de l'estat irlandès independent. Els que van ser executats serien posteriorment venerats per molts com a màrtirs polítics; les seves tombes a l'antiga presó d'Arbor Hill es convertiren en un monument nacional, mentre que el text de la Proclamació de la República irlandesa s'ensenyava a les escoles. Cada any se celebrava una parada militar commemorativa el diumenge de Pasqua, esdeveniment que va culminar en una celebració espectacular per marcar el 50è aniversari el 1966. La RTÉ, televisió pública irlandesa, també va realitzar un seguit de programes commemoratius per marcar el 50è aniversari de la revolta. Roibéárd Ó Faracháin, director de programació, va dir que "tot i que buscarà la veritat històrica, l'èmfasi dels programes serà l'homenatge."
Amb l'inici del conflicte nord-irlandès, el govern, els acadèmics i els mitjans van començar a revisar el passat militant del país, particularment l'alçament de Pasqua. El govern de coalició al càrrec entre 1973 i 1977, particularment el ministre de Correus i Telègrafs Conor Cruise O'Brien, començà a promoure una visió que la violència del 1916 no era, essencialment, diferent de la que s'esdevenia regularment a Belfast o Derry.
O'Brien, juntament amb altres, van exposar que l'alçament estava condemnat a la derrota militar des del principi, i que va fracassar per culpa de la determinació de l'unionisme de l'Ulster a mantenir-se al Regne Unit.

Els republicans irlandesos segueixen venerant l'alçament i els seus líders amb murals en zones republicanes de Belfast i d'altres ciutats, rememorant les accions de Pearse i els seus companys, a més de fer parades de record de l'alçament. El govern irlandès, no obstant, va deixar de mantenir la desfilada anual de Dublín a principis dels anys 70, i el 1976 va prendre la decisió sense precedents de prohibir (sota les Llei d'ofenses contra l'estat) una cerimònia commemorativa del 1916 a la General Post Office organitzada pel Sinn Féin i el Comitè de commemoració republicà. David Thornley, membre del Parlament pel Partit Laborista, va deixar en evidència al seu propi govern (els laboristes en formaven part) presentant-se a l'escenari de la cerimònia, juntament amb Máire Comerford, que havia lluitat a l'alçament, i Fiona Plunkett, germana de Joseph Plunkett.
Amb l'arribada de l'alto-al-foc amb l'IRA Provisional i els inicis del que s'ha acabat coneixent com el Procés de Pau a Irlanda del Nord, durant la dècada de 1990, el punt de vista oficial de l'alçament ha tornat a ser més positiu, i el 1996 es van realitzar un seguit d'actes commemoratius per celebrar el 80è aniversari. A Dublín es va celebrar en un acte al Jardí del Record, i hi va assistir el Taoiseach i líder del Fine Gael, John Bruton. El 2005, el Taoiseach Bertie Ahern va anunciar la intenció del govern de recuperar la parada militar per la GPO a partir de la Pasqua de 2006, així com la formació d'un comitè per planificar les celebracions del centenari previstes per al 2016. El 90è aniversari fou celebrat amb una parada militar a Dublín el diumenge de Pasqua, on hi va assistir el president d'Irlanda, el Taoiseach i l'alcalde de Dublín. Actualment se celebra una cerimònia anualment durant la Pasqua, en la qual hi assisteixen familiars d'aquells qui hi van lluitar, a més del president, el Taoiseach, ministres, senadors i membres del parlament, i que sol aplegar grans multituds.
El desembre de 2014, l'ajuntament de Dublín va aprovar una proposta de creació d'un recorregut històric commemorant l'alçament, similar al Freedom Trail de Boston. L'alcalde de Dublín, Christy Burke, va anunciar que l'ajuntament havia decidit construir un camí, marcant-lo amb línies o maons verds, amb cartells indicadors explicant els enclavaments històrics rellevants tals com la Rotunda o la General Post Office.

## Commemoració
L'alçament de Pasqua es va allargar des del dilluns de Pasqua, el 24 d'abril, fins al dissabte de Pasqua, el 29 d'abril. No obstant, les commemoracions anuals, en lloc de celebrar-se els dies 24 a 29 d'abril, se celebren durant la setmana de Pasqua, període que canvia de dates cada any. Per exemple, la parada militar anual se celebra el diumenge de Pasqua; la data d'entrada en vigor de la Republic of Ireland Act de 1948 fou seleccionada per al dilluns de Pasqua (18 d'abril) de 1949.
El programa oficial per la celebració del primer centenari de l'alçament de Pasqua, el 2016, centra els dies entre el 26 de març (Divendres Sant) fins al 3 d'abril (dissabte de Pasqua), juntament amb altres dates abans i després per commemorar diversos esdeveniments destacables d'aquell 1916 per la història d'Irlanda.

## En la cultura popular
L'alçament de Pasqua ha aparegut en diverses obres de ficció al llarg de la història.

### Literatura
- Insurrection de Liam O'Flaherty, publicada el 1951, se situa durant els fets.
- The Red and the Green és una novel·la de Iris Murdoch, publicada el 1965, que narra els fets que van portar a l'alçament, així com la rebel·lió en si mateixa.
- 1916, A Novel of the Irish Rebellion és una novel·la històrica de 1998, escrita per Morgan Llywelyn, que descriu els antecedents i els fets succeïts durant l'alçament de Pasqua des de la perspectiva d'un estudiant de Patrick Pearse. Molts dels líders de l'alçament apareixen com a personatges en l'obra.
- A Star Called Henry és una novel·la de Roddy Doyle, publicada el 1999, que explica parcialment l'alçament de Pasqua a través de la intervenció del seu protagonista, Henry Smart.
- Rebels: The Irish Rising of 1916 és una novel·la històrica de 2000, escrita per Peter de Rosa, que explica l'alçament i els seus antecedents.
- At Swim, Two Boys és una novel·la de l'escriptor Jamie O'Neill, publicada el 2001, ambientada a Dublín abans i durant l'alçament de 1916.
- Blood Upon the Rose és una novel·la gràfica de Gerry Hunt, publicada el 2009, que descriu els fets de l'alçament de Pasqua.[124]

### Cinema i Televisió
- The Plough and the Stars (1936) és una pel·lícula de John Ford basada en l'obra homònima de Seán O'Casey que es desenvolupa en el transcurs de l'Alçament de Pasqua.
- Un episodi de 1993 de la sèrie de televisió The Young Indiana Jones Chronicles, on un Indiana Jones de 16 anys es veu envoltat pels esdeveniments quan es fa amic d'un jove Sean Lemass.
- Michael Collins (1996) és una pel·lícula de Neil Jordan, protagonitzada per Liam Neeson, sobre la vida i carrera de Mícheál Ó Coileáin. La pel·lícula comença amb els darrers moments de l'alçament.
- Rebel Heart (2001) és una minisèrie de la BBC protagonitzada per James D'Arcy. El primer capítol se centra especialment en l'alçament de Pasqua.[125]
- La minisèrie Rebellion de 2016 narra la història de diversos personatges durant l'alçament.[126]

### Historiografia
- McCarthy, Mark. Ireland's 1916 Rising: Explorations of History-Making, Commemoration & Heritage in Modern Times (2013), historiography excerpt
- Neeson, Eoin, Myths from Easter 1916, Aubane Historical Society, (Cork 2007), ISBN 978-1-903497-34-0